# Голловей-роуд (станція метро)
51°33′11″ пн. ш. 0°06′43″ зх. д. / 51.553056° пн. ш. 0.111944° зх. д.
Голловей-роуд (англ. Holloway Road) — станція лінії Пікаділлі Лондонського метро. Розташована у 2-й тарифній зоні, у районі Голловей, між станціями — Арсенал та Каледоніан-роуд. Пасажирообіг на 2017 рік — 6.79 млн осіб.
15. грудня 1906: відкриття станції у складі Great Northern, Piccadilly and Brompton Railway

## Пересадки
- На автобуси London Buses маршрутів: 43, 153, 263, 271, 393 та нічний маршрут N41.

## Послуги
| Попередня станція | Лінія | Лінія                            | Лінія | Наступна станція |
| ----------------- | ----- | -------------------------------- | ----- | ---------------- |
| Арсенал           |       | Лондонське метро Лінія Пікаділлі |       | Каледоніан-роуд  |